# Dirk Goemaere
Dirk Goemaere (26 mei 1951) is een Belgisch syndicalist en politicus voor de marxistische partij PVDA. 
Dirk Goemaere werkte van 1974 tot 1988 als arbeider bij Sidmar, waar hij in 1987 vakbondsafgevaardigde voor het ABVV werd. De directie ontsloeg hem, maar werd daar in 1994 in beroep voor veroordeeld. Van 1989 tot 2008 werkte hij als bediende bij Belgacom. 
Goemaere legde de basis voor de lokale PVDA-werking van Zelzate, waar sinds 1977 ook een dokterspraktijk van Geneeskunde voor het Volk is gevestigd. In 2000 werd Goemaere, na eerder al kandidaat te zijn geweest in 1988 en 1994, verkozen tot de gemeenteraad. Daar vervoegde hij Frans Van Acoleyen, het eerste PVDA-gemeenteraadslid. Van 2001 tot en met 2018 was Goemaere PVDA-oppositieleider in de gemeenteraad, waar hij bekend stond om zijn bevlogen tussenkomsten. Van 2019 tot 2021 was hij gemeenteraadsvoorzitter in Zelzate, waar PVDA bestuurt in een coalitie met Vooruit. Van juni tot december 2021 was Goemaere vervangend schepen en werd hij als gemeenteraadsvoorzitter vervangen door Lucien Van de Velde (Vooruit). In december werd bekend dat Geert Asman om gezondheidsredenen een stap terug zette en Goemaere schepen blijft tot het einde van de bestuursperiode.
Hij stond daarnaast op de PVDA-lijsten – meermaals als lijsttrekker – bij de Belgische federale verkiezingen 2003, de Belgische federale verkiezingen 2007, de Vlaamse verkiezingen 2009, de Belgische federale verkiezingen 2010, de Vlaamse verkiezingen 2014 en de Vlaamse verkiezingen 2019.